# Dave Peverett
Dave Peverett, född David Jack Peverett 16 april 1943 i London, död 7 februari 2000, var en brittisk sångare, gitarrist och låtskrivare. Han blev känd som Lonesome Dave. Peverett började sin musikerbana på 1960-talet i Savoy Brown Blues Band som kompgitarrist. Han slutade i gruppen 1971 och bildade istället rockgruppen Foghat. Peverett var med i gruppen fram till 1984 då den kort upplöstes. Han skrev också flera av gruppens kändaste låtar som "Slow Ride" och "Fool for the City". Han blev 1993 åter sångare i Foghat som varit återbildat med andra medlemmar sedan 1986 och turnerade med gruppen fram till 2000 då han avled efter att ha drabbats av njurcancer.

## Diskografi
Album med Savoy Brown
- Getting to the Point (1968)
- Blue Matter (1969)
- A Step Further (1969)
- Raw Sienna (1970)
- Looking In (1970)

Album med Warren Phillips & The Rockets
- The World of Rock And Roll (1969)

Album med Foghat
- Foghat (1972)
- Foghat (Rock and Roll) (1973)
- Energized (1974)
- Rock and Roll Outlaws (1974)
- Fool for the City (1975)
- Night Shift (1976)
- Foghat Live (1977)
- Stone Blue (1978)
- Boogie Motel (1979)
- Tight Shoes (1980)
- Girls to Chat & Boys to Bounce (1981)
- In the Mood for Something Rude (1982)
- Zig-Zag Walk (1983)
- Return of the Boogie Men (1994)
- Road Cases (1998)
- Decades Live (2003)